# خورشیدگرفتگی ۴ آوریل ۱۸۱۰
خورشیدگرفتگی ۴ آوریل ۱۸۱۰ (به انگلیسی: Solar eclipse of 4 April 1810) یک خورشیدگرفتگی از نوع خورشیدگرفتگی حلقه‌ای بود. این خورشیدگرفتگی در تاریخ  ۴ آوریل ۱۸۱۰ روی داد که زمان اوج آن، ساعت ۱:۴۱:۱۹ به‌وقت ساعت هماهنگ جهانی بوده‌است.  مدت‌زمان و طول این خورشیدگرفتگی ۰۰ دقیقه و ۲۱ ثانیه بود.